# Ignas Snellen
Ignas Alexander Gerard Snellen (Geldrop, 6 juni 1970) is een Nederlandse sterrenkundige.

## Levensloop
Snellen promoveerde in 1997 aan de Universiteit Leiden bij Richard Schilizzi en George K. Miley op een proefschrift met de titel A Population Study of Faint Gigahertz Peaked Spectrum Sources. Hierna deed hij een postdoc aan de Universiteit van Cambridge en was hij docent astronomie aan de Universiteit van Edinburgh. In 2004 kwam hij terug naar Leiden. In 2011 won hij een Vici-subsidie. In 2016 bemachtigde hij een subsidie van de ERC. Snellen ontving in 2022 de Spinozapremie, de belangrijkste Nederlandse wetenschappelijke prijs. In 2021 werd hij verkozen tot lid van de Koninklijke Nederlandse Akademie van Wetenschappen.
Sinds 2012 is hij hoogleraar observationele astrofysica aan de Universiteit Leiden. Hij onderzoekt exoplaneten en ontwikkelt met name technieken voor waarnemingen en datareductie voor de komende generatie van extreem grote telescopen, zoals de ELT.
Snellen is de zoon van prof. mr. dr. I.Th.M. Snellen (1933-2018).
Planetoïde (12939) Ignassnellen is naar hem vernoemd.
- Bibsys: 98058185
- International Standard Name Identifier: 0000 0000 5297 7674
- Library of Congress Control Number: nr97020468
- NARCIS: PRS1310685
- Nederlandse Thesaurus van Auteursnamen: 161978169
- ORCID: 0000-0003-1624-3667
- Système universitaire de documentation: 077454731
- Virtual International Authority File: 34363019
- WorldCat: E39PBJdRxPkDmpQxhMGfqhrrMP